# Bàlsam
|  | Per a altres significats, vegeu «bàlsam (desambiguació)». |

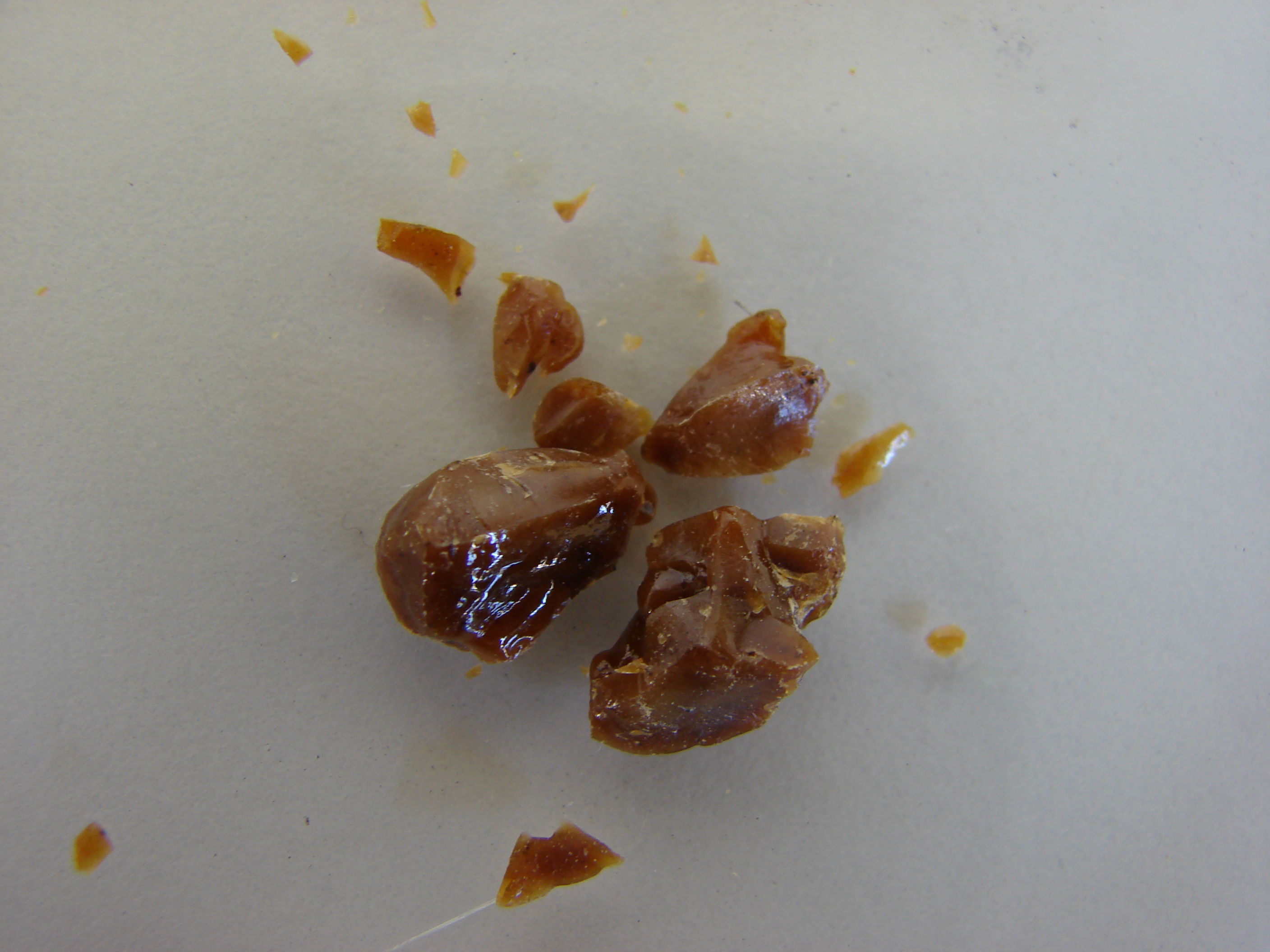
Balsamum tolutanum, Myroxylon balsamum

El bàlsam és una oleoresina, secreció vegetal composta de resina, àcids aromàtics, alcohols i èsters, per exemple l'encens. Els bàlsams solen ser utilitzats com desodoritzants i purificadors; atès que a vegades les mòmies egípcies eren cobertes amb bàlsams, el procés de momificació també va rebre el nom d'embalsamament.

## Característiques
Els bàlsams són sòlids, viscosos o més o menys fluids segons prepondera un o un altre dels seus elements. El seu color, ordinàriament bastant fosc varia des del groc-burell fins al burell negrenc. Deuen la seva olor en part a l'oli volàtil que contenen i algunes vegades al de l'àcid benzoic exposats durant llarg temps a l'aire lliure, s'endureixen i prenen un aspecte resinós perdent la seva olor a conseqüència de la dispersió en l'atmosfera del seu oli volàtil. Es barregen generalment en totes proporcions amb l'alcohol, l'èter, els olis grassos i volàtils i són insolubles en l'aigua. Per la simple destil·lació només pot separar-se una petita part de l'oli volàtil que contenen. Per obtenir la totalitat cal destil·lar-los amb aigua, operació que es practica a gran escala amb la trementina per extreure l'oli essencial de trementina. Tots els bàlsams s'extreuen, ja sigui naturalment o per incisions practicades a aquest efecte, de certs arbres.

## Exemples de bàlsam
Altres exemples de bàlsam són:
- Bàlsam d'El Salvador.
- Balsamina, obtinguda de les plantes impatiens
- Bàlsam del Canadà, obtingut dels abies balsamea.
- Bàlsam de làrix americà, obtingut dels Pollancres.
- Bàlsam de Tolú, obtingut de la resina de l'arbre Myroxylon toluifera.
- Bàlsam del Perú, obtingut de la resina del Myroxylon pereirae i del Myroxylon balsamum.
- Bàlsam de copaiba
- Trementina
- Bàlsam de Judea o bàlsam de la Meca
- Xarol de la Xina
- Estorac